# Tetraopes linsleyi
Tetraopes linsleyi là một loài bọ cánh cứng trong họ Cerambycidae.